# Ferenc Kemény

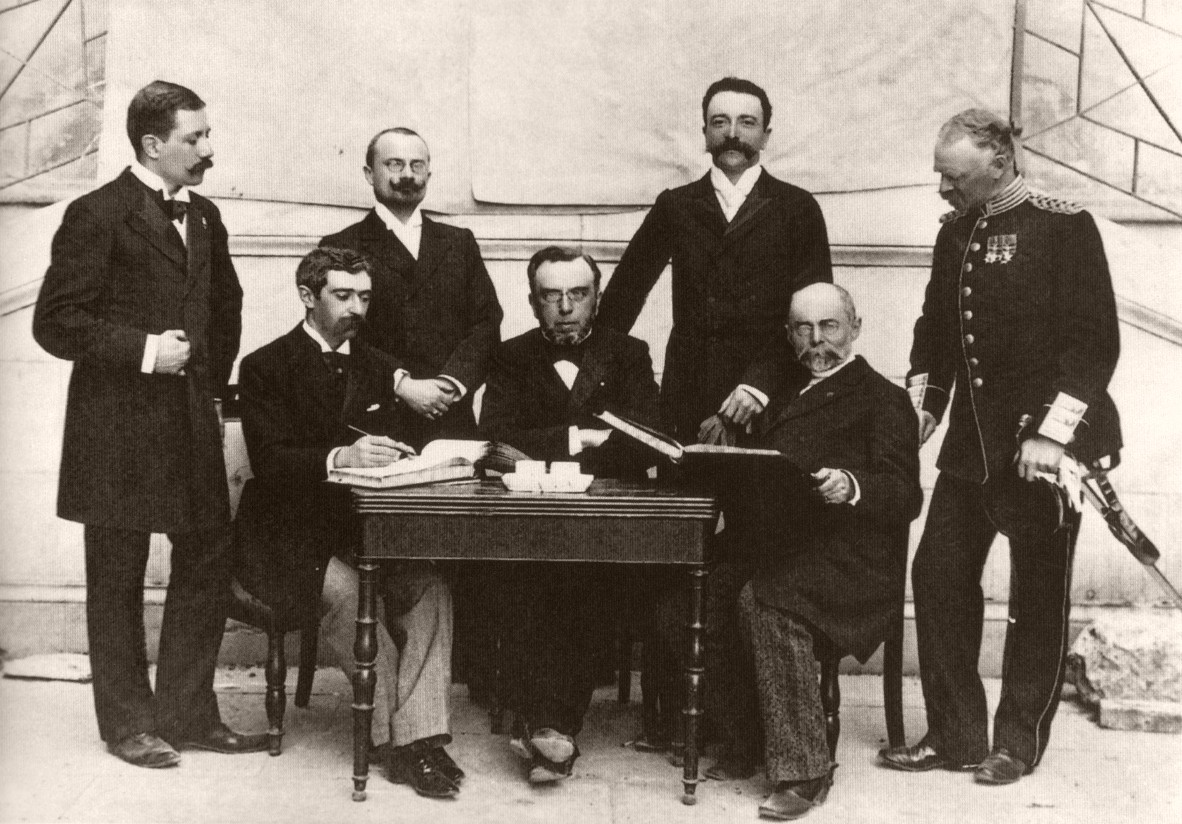
Mezinárodní olympijský výbor 1896 v Athénách. Stojící zleva: Gebhart (Německo), Guth-Jarkovský (Čechy), Kemény (Uhersko), Balck (Švédsko); sedící: Coubertin (Francie), Vikelas (Řecko, předseda), Butovskij (Rusko). Foto Albert Meyer.

Ferenc Kemény [kemeň] (17. července 1860 Nagybecskerek, dnes Zrenjanin, Srbské knížectví – 21. listopadu 1944 Budapešť, Maďarské království) byl maďarský reformní pedagog, pacifista a jeden ze zakládajících čenů Mezinárodního olympijského výboru (MOV).

## Život a působení
Narodil se v židovské rodině ve Vojvodině, roku 1883 vystudoval v Budapešti učitelství matematiky a fyziky a hodně cestoval po Německu, roku 1884 pobýval v Paříži, kde se na přednáškách seznámil s mladým Pierre de Coubertinem. Zaujala ho Coubertinova myšlenka, že by se sport měl stát součástí školního vzdělávání, ale zajímal se hlavně o vznikající mírové hnutí. Podle maďarských údajů to byl právě Kemény, kdo inspiroval Coubertina, aby se sport využil k podpoře míru, například obnovením starých Olympijských her.
Po návratu do Uher byl učitelem a ředitelem v Egeru a roku 1894 dostal od Coubertina pozvánku na mezinárodní sportovní kongres na pařížské Sorbonně, kde byl založen MOV. Rakouské ministerstvo mu v tom nebránilo, nedalo mu ale ani pověření ani podporu. Byl na tom tedy podobně jako Jiří Guth-Jarkovský, ale Kemény na kongres nejel a stal se členem výboru na Coubertinův návrh. Věnoval se mírovému hnutí a na rok 1896, kdy se velkolepě slavilo tisíc let od založení města, svolal do Budapešti světový kongres mezinárodního mírového hnutí (Bureau international permanent de la paix). Když organizace prvních Olympijských her v Athénách 1896 narážela na finanční potíže, navrhoval je přesunout do Budapšti. Nakonec byl vedoucím malé maďarské výpravy do Athén, kde působil i jako rozhodčí, a podobně vedl maďarské olympijské výpravy 1900 do Paříže a 1904 do St. Louis. Jak význam olympiád vzrůstal, rostl i odpor maďarských aristokratů, kteří ho nepokládali za vhodného reprezentanta země. Přes Coubertinovu podporu musel 1907 odstoupit a olympijských her v Londýně 1908 se účastnil jen jako divák.
Věnoval se pak pouze pedagogice, roku 1934 byl spoluvydavatelem Encyclopedia of Paedagogy, ale za války nemohl pokračovat a roku 1944, když měl být deportován do koncentračního tábora, spáchal i s manželkou sebevraždu.